# 摩爾門教

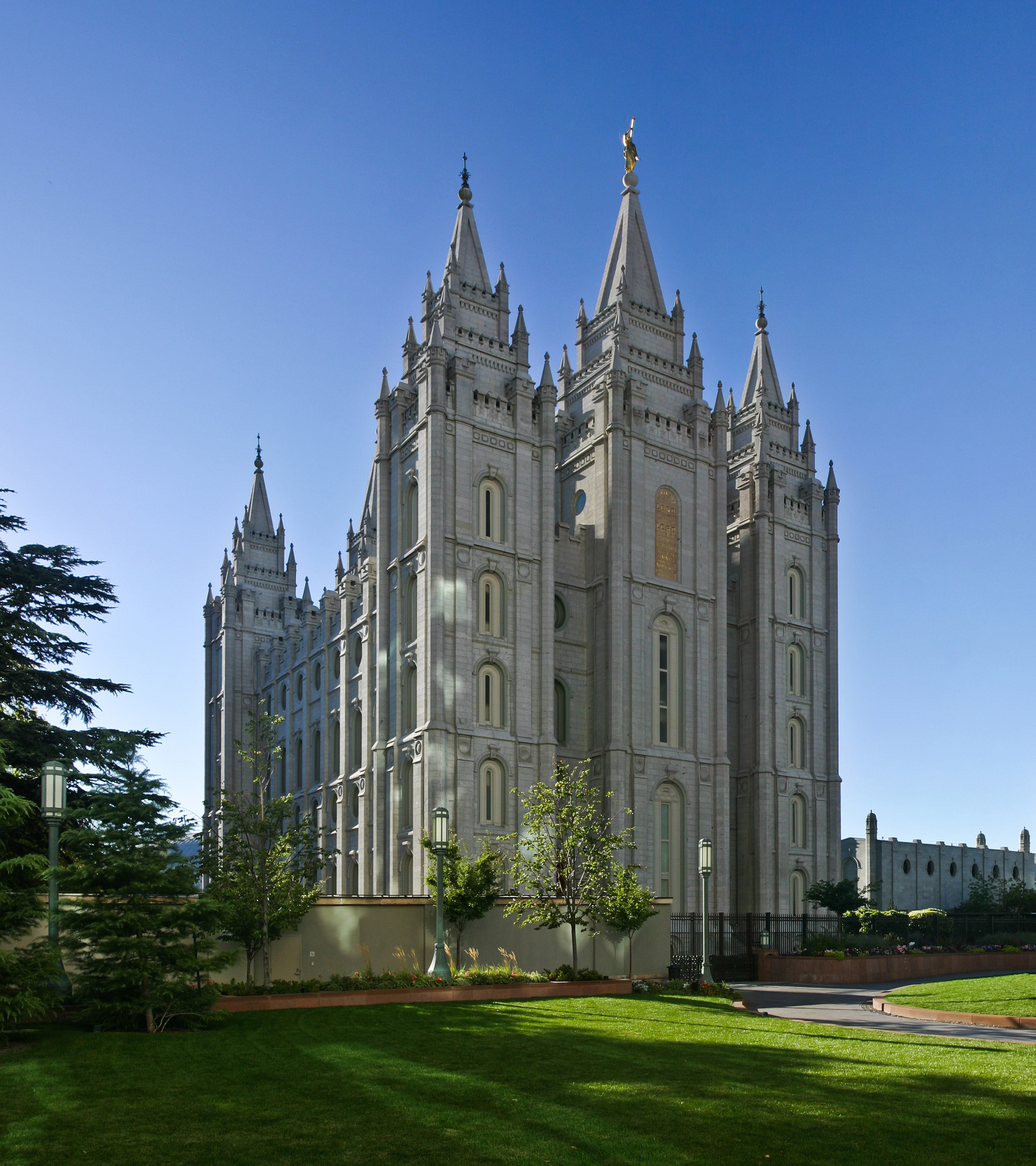
耶穌基督後期聖徒教會鹽湖城聖殿

摩爾門教（英語：Mormonism），中文舊譯名摩門教，是以後期聖徒運動為基礎發展起來的基督教復原主義宗教運動。摩爾門教教徒相信主流基督教的《聖經》，但還相信《摩爾門經》也是神所啟示的經文，摩爾門教名稱因此而來。目前摩爾門教分佈於全球超過160個國家，擁有超過1700萬名信徒。
根據宗教史學家西德尼·E·阿爾斯壯（Sydney E. Ahlstrom）的觀點：摩爾門教根據上下文的含義，可以指一个教派、一个神秘邪教、一个新宗教運動、一个教会、一群人、一個民族或一个美国亚文化；實際在歷史中不同的时间和地点，它可以是上述一切的集合。
耶穌基督後期聖徒教會（英文：The Church of Jesus Christ of Latter-day Saints，簡稱後期聖徒，LDS）和其神學理論是這一運動中最大的教會和信仰派別，儘管自2018年起他們開始努力劃清與摩爾門教這一稱呼的界限。
耶穌基督後期聖徒教會的成員相信，《摩爾門經》是由美國人約瑟·斯密於1829年從金頁片翻譯而成。《摩爾門經》記述了約公元前600年到公元420年間前哥倫布時期美洲大陸發生的歷史，主要內容包括：一群古希伯來人離開中東，航海遷徙到美洲大陸，建立文明，後來分化出尼腓人和拉曼人兩個族群的歷史紀錄；另一部份在巴別塔時期就從中東來到美洲大陸的雅列人的歷史；耶稣基督复活後降臨美洲大陆造訪他們的事蹟。第一版的《摩爾門經》在1830年3月出版。一個月後，約瑟·斯密於1830年4月正式復興並成立了耶穌基督後期聖徒教會。
摩爾門教神學繼承了主流基督教信仰，但根據約瑟·斯密和其他宗教領袖的啟示進行了修改。這包括使用和信仰《聖經》，還包括《摩爾門經》、《教義和聖約》以及《無價珍珠》共四本經典。摩門教的重要教義包括永恆婚姻、永恆進步、死者洗禮、性純潔、健康（遵守智慧語的具體規定）、禁食和遵守安息日，早期階段還曾包含一夫多妻制。
摩爾門教的神學理論並不統一：早在1831年，各種團體就從史密斯建立的教會中分裂出來，在史密斯去世後更甚。除了各團體領導觀念的差異外，這些宗派團體最顯著的不同在於對一夫多妻制和三位一體論的立場，總部位於猶他州的摩門教會於1890年禁止了多妻制，而且不相信三位一體。支持一夫多妻制的神學分支被稱為摩爾門教基本教義派，包括了幾個不同的教會，如基本教義派的耶穌基督後期聖徒教會。有些團體則承認三位一體論，例如基督社區（前身為「重組後的耶穌基督後期聖徒教會」），他們稱自己的教義為“三位一體基督教恢復論”。

## 早期歷史

### 成立教會

約瑟·斯密的第一次異象，他稱自己見到了天父和耶穌基督

1820年春季，約瑟·斯密記錄他在美國紐約拋邁拉的一個樹林中祈禱時，天父和耶穌基督向他顯現，告知他被召喚復興神真實的教會。他自述說：「我看見一道光柱，正在我頭頂上，比太陽的光還亮，緩緩降下來直到落在我身上，光停在我身上時我看見兩位人物站在我上面的空中，其光輝和榮耀無法形容，其中一位對我說話，叫著我的名字指著另一位說：這是我的愛子，聽祂說！」約瑟·斯密記錄在1823年9月他被一位名叫摩羅乃（一位復活的古代美洲先知）的天使拜訪，告知他金頁片的存在，並在1827年取出位於克謨拉山的金頁片並開始翻譯金頁片。翻譯完成後，約瑟·斯密將金頁片展示給另外12個人，隨後摩羅乃收回金頁片。因此，現已無金頁片的實物存在。
根據約瑟·斯密和奧利佛·考德里的說法，在1829年5月，一位自稱是施洗約翰的天使顯現，賜予兩人洗禮的權柄(亞倫聖職)。不久之後，他們又從自稱是彼得、雅各和約翰(新約中提及的十二使徒)的三位天使們手上獲得另一個更高級的權柄(麥基洗德聖職)，用以復興神的教會。耶穌基督後期聖徒教會於1830年4月6日正式成立。

### 殉教
1844年6月初，當時的教會反叛者發行了一份名為納府真相報（Nauvoo Expositor）的報紙，公開抨擊約瑟·斯密的性格，並批評教會的某些教義和做法。約瑟·斯密（時任納府市長）和市議會根據他們對法律的理解採取行動，擔心該報會引發對教會的進一步迫害，因而將其視為公共危害，並下令搗毀這家報社。隨後，反叛者們要求逮捕約瑟·斯密，並加劇對伊利諾州教會成員的暴力行動。最終，約瑟·斯密和其哥哥海侖·斯密等人決定自首並前往卡太基投案。1844年6月27日下午稍晚時分，一群武裝暴徒衝進卡太基監獄，槍殺了被拘留的約瑟·斯密與其哥哥海侖·斯密。約瑟·斯密逝世後，教會後來由楊·百翰接任會長。

### 多重婚姻

#### 多重婚姻的開始及狀況
1831年間，約瑟·斯密稱在他研究舊約聖經時希望得知神為什麼容許亞伯拉罕，以撒，雅各，摩西，大衛和所羅門擁有多名妻子，隨後，約瑟·斯密稱他得到神的回覆，解釋這是因為神親自吩咐他們這樣做。約瑟·斯密還表示，當他對於在教會成員間教導並推行多重婚姻猶豫時，一位天使三次向他顯現，吩咐他要實施多重婚姻。在第三次也是最後一次顯現時，那位天使帶著出鞘的劍，威脅約瑟若不完全服從這項誡命，他將遭受毀滅。
約瑟·斯密在1843年開始正式紀錄有關多重婚姻的啟示，但有零星零星的證據表示，約瑟‧斯密早在1830年代中期，依照天使的第首次命令，於俄亥嘉德蘭娶了芬妮‧艾傑，但在紀錄上能確實找到的資料顯示在納府舉行的第一樁多重婚姻是露易莎‧比曼和約瑟‧斯密於1841年四月的印證。之後也教導其他當時的教會弟兄關於相關的啟示，並授權其他教會成員執行多重婚姻。直到1844年六月約瑟死亡時，除了約瑟和他那些妻子以外，大約有29名男子和50名女子締結多重婚姻。當聖徒在1847年進入鹽湖谷時，至少有196名男子和521名女子締結多重婚姻。

#### 多重婚姻的終結
根據當時教會領袖及成員的紀錄中所顯示，教會成員因教會的特殊性而經常受到他們所在地的居民的排斥甚至迫害，而在實行多重婚姻制度後更是變本加厲。美國政府於1862年通過摩利爾反重婚法以針對當時教會所推行的多重婚姻。面對這些法案，後期聖徒堅持認為多重婚姻是受到美國憲法保護的一項宗教原則，於是教會發動了法律辯護，一路上訴到美國最高法院。但在1878年的雷諾茲訴美國案中，最高法院的裁定不利當時的教會成員，法案中指出宗教信仰受到法律的保護，宗教儀式則否。根據法院的意見，婚姻是由國家規範的民事契約，一夫一妻婚姻制度是國家唯一認可的婚姻形式。1882年美國國會通過艾德曼法案，意指非法同居者（即一位男子與一位以上女子同居）得處以六個月的監禁以及300美元的罰鍰。1887年，國會又通過艾德曼─塔克法案，將懲罰擴展至教會。此項法案解散了教會的法人組織，指示要把教會所有財產都收歸政府所有。
1889年，當時教會的領袖禁止在猶他州執行任何新的多重婚姻。。而在1890年9月25日，時任會長惠福‧伍公開發布了現稱為正式宣言一的正式宣言，並於1890年10月6日總會大會中由當時全體會眾投票表決通過。惠福‧伍在正式宣言當中指出「我們現在沒有教導多妻制或多重婚姻，現在也沒有批准任何人實行多重婚姻」。而後在1904年4月的總會大會中，約瑟·F·斯密發表了稱為「第二宣言」的聲明，當中表明「教會任何職員或成員若自認有權舉行或締結任何這樣的婚姻，就會被視為違反教會的誡命，並將根據教會的規章進行處置，因而被開除教籍。」。自此之後耶穌基督後期聖徒教會就全面禁止教會中的多重婚姻制度直至今日。

## 與其他信仰比較

### 與基督教信仰
耶穌基督後期聖徒教會的信仰和教義，以及其所奉行的宗教儀式，與其他主流基督教（包括天主教、基督新教和東正教等）存在許多差異。

#### 三位三體
普遍的主流基督教相信三位一體的神觀，然而耶穌基督後期聖徒教會則主張三位三體的神觀。即他們認為神（又稱天父）、耶穌基督和聖靈為三個不同的個體，但共享同樣的思想、目標和力量。

#### 救恩計畫
耶穌基督後期聖徒教會認為，神給予人的計畫貫穿前生（出生前）、今生（現在）和來生（死後的世界）。人在今生擁有自由意志，可以選擇自己的行為，並承擔選擇的後果，這一整個計畫被稱為「救恩計畫」。關於死後的景況，與其他主流基督教所相信的「天堂與地獄」二分法不同，耶穌基督後期聖徒教會相信人死後會經歷更多的階段。

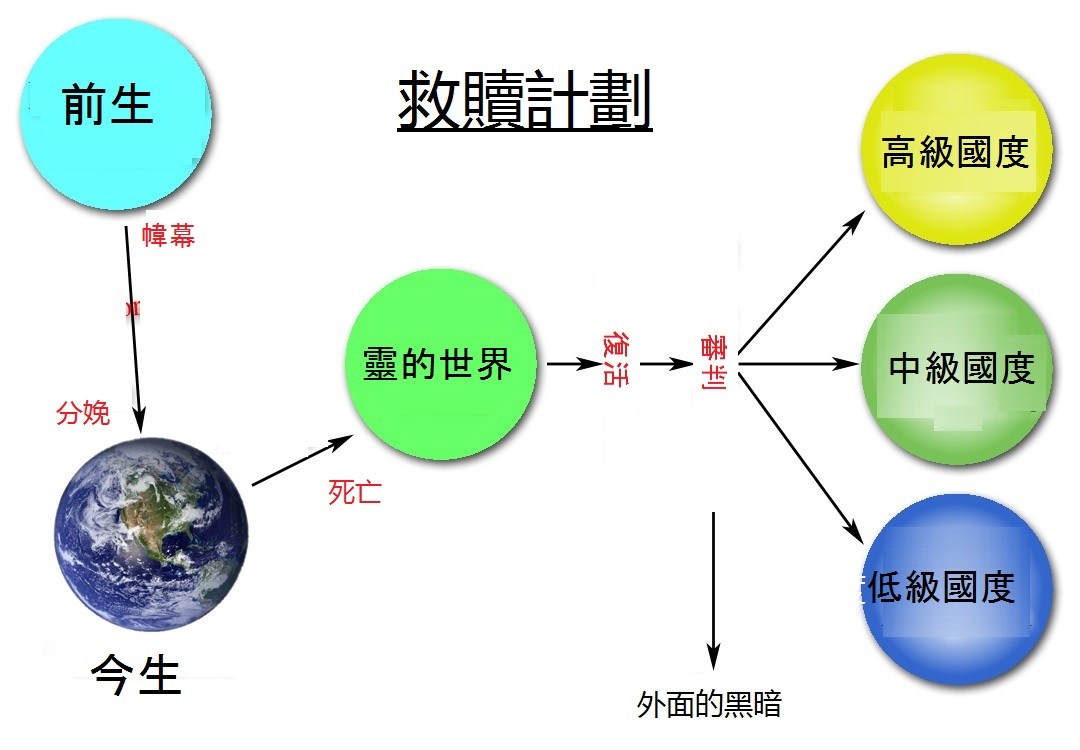

人在死後會先前往一個名為靈的世界的地方，這裡分為兩個部分：樂園和靈監。他們將這狀態稱為學習和等待的時間，讓那些在世上未曾有機會認識基督教或未信仰基督教的人能夠在此學習福音，並等待復活的時刻。之後，所有的人將復活並接受神的審判。耶穌基督後期聖徒教會相信，人在接受審判後，將被分配到不同的榮耀國度，分為高榮、中榮和低榮國度。高榮國度類似於其他主流基督教所稱的天堂，人在此可以與神、耶穌基督及家人永遠同住。

#### 經文
耶穌基督後期聖徒教會除了使用普遍主流基督教也使用的《聖經》以外，同時也有使用其他的經文，包括《摩爾門經》、《教義和聖約》以及《無價珍珠》。耶穌基督後期聖徒教會研讀和相信《聖經》，但並不認為目前現存的聖經沒有錯誤。他們認為聖經的內容在經過各個時代的編纂、整理、翻譯和抄寫，產生了許多人為錯誤，導致現在聖經有許多前後衝突的內容，也有一些明顯的矛盾和遺漏。
耶穌基督後期聖徒教會使用不同語言譯本的聖經，英文聖經是以欽定版《聖經》（英文）為正式使用的經文，中文聖經則沒有一個正式指定的語言譯本，不過成員普遍採用和合本《聖經》（中文）。
耶穌基督後期聖徒教會同時相信神除了《聖經》以外也啟示其他的經文，且持續賜予先知指引。因此耶穌基督後期聖徒教會也相信《摩爾門經》這本古代美洲的紀錄是真實的經文。耶穌基督後期聖徒教會亦相信《教義和聖約》和《無價珍珠》是神透過現代先知所撰寫和翻譯而賜予現今時代加贈的啟示。

#### 先知
耶穌基督後期聖徒教會相信，神自古以來一直都透過揀選先知來帶領祂的子民，例如《聖經》時代的亞伯拉罕、挪亞和耶利米等，都是神在古代召喚的先知。同時，教會也認現代先知的角色，例如約瑟·斯密、楊·百翰以及現任先知羅素·納爾遜。教會信徒相信，神仍然透過啟示來引導先知以帶領教會。每年的四月和十月，耶穌基督後期聖徒教會在鹽湖城（Salt Lake City）的會議中心舉行全球轉播的總會大會。信徒會藉此聆聽先知、使徒及其他教會領袖的教導。

#### 捐獻
耶穌基督後期聖徒教會的成員也與主流基督教相同遵循自古以來的什一奉獻律法，意指向教會繳納其收入的十分之一。這些奉獻會被收集到耶穌基督後期聖徒教會位於鹽湖城總部並由教會的領袖與經濟、理財專家決定如何運用這些資金。這些奉獻有各種不同的用途，包括維持教會運作、印刷經文、建造聚會場所與聖殿、教育基金、人道救濟等等。
此外，耶穌基督後期聖徒教會當中也有諸如禁食捐獻、人道救濟捐獻、教育基金捐獻和傳道事工捐獻等，幫助教會在各方面中援助更多的人以及維持教會的運作。
耶穌基督後期聖徒教會中的捐獻都是完全自願制，不會強迫任何成員繳納奉獻，且只有主教或分會會長（各個聚會地點的最高領袖）會知道成員繳納奉獻的情況。

#### 人道救援
耶穌基督後期聖徒教會每年都投放相當可觀的金額於人道救助，同時也參與各個地區的人道救援和慈善計畫。在過去的2023年，耶穌基督後期聖徒教會於人道救濟方面總共投入約13.6億元美金，覆蓋全球191個國家，參與4,119個人道救助計畫以及合計620萬小時義工服務。耶穌基督後期聖徒教會參與包含淨水、食物援助、就業、教育、醫療等方面的人道救援服務。
同時耶穌基督後期聖徒教會亦有稱為「主教倉庫」的一個教會成員支援計畫。主教倉庫由教會成員繳納的禁食捐獻以及其他捐獻所維持運作。主教倉庫中有如普遍超市中所有的食品、個人衛生和家居清潔用品等，以提供有需要的成員的日常生活所需。有需要的成員會與他們所屬地區的教會領袖私下面談，在面談後會由主教提供清單去主教倉庫提取所需的日常生活品。

## 宗派

### 宗派分類
一些學者如 J. Gordon Melton 在他的《Encyclopedia of American Religion（美洲宗教百科全書）》裡面一樣，將摩門教細分為「猶他摩門教」和「密蘇里摩門教」。而因著地域地理的關係，猶他摩門教也常被稱為「落磯山摩門教」或「落磯山聖徒」。而在密蘇里州一帶是地勢平坦的草原之地，故密蘇里摩門教也常被稱為「草原摩門教」或「草原聖徒」。
在這種分類法裡面，猶他摩門教包括了所有從楊百翰帶領著西遷到今天猶他州以來的所有後期聖徒宗派。耶穌基督後期聖徒教會是這些宗派中最大的一個。密蘇里摩門教則包括了那些沒有跟著西遷而留下來的教派，包括基督社區（先前稱為重組後的耶穌基督後期聖徒教會）、基督的教會和殘遺的耶穌基督後期聖徒教會等等。
在1890年10月的教友大會中，耶穌基督後期聖徒教會宣告停止實行多重婚姻。將近20年後，有許多個別的信徒宣稱多妻制度是摩門信仰的基本教義，不可以被忽略。他們組織了幾個群體和社區，繼續宣告多妻制度的必要性，以及一些與現今耶穌基督後期聖徒教會不被承認的教義。這些小群體的人數在數百到數千人之譜。即使有媒體強力的報導，將這些基本教義派團體誤認為是耶穌基督後期聖徒教會的事情仍然普遍。這些基本教義派的團體包括了基本教義派的耶穌基督後期聖徒教會、Kingston clan、真實又活著的耶穌基督後期聖徒教會、以及一些小團體。許多這些小群體的總部在美國猶他州、其他一些在美國愛達華州、美國亞利桑那州、加拿大卑詩省、墨西哥和英倫群島。另外還有一些基本教義派除了自己的大家庭以外沒有和另外任何團體有從屬關係。
使用「猶他摩門教」和「密蘇里摩門教」的問題在於，大多數這些宗派的會友已經不再只生活在上述兩州內。即使大多數的猶他州民仍然是耶穌基督後期聖徒教會的會友，該教會在美國其他州也有大量的會友，比較顯著的州是亞利桑那州、加州、愛達華州、內華達州，並且半數以上的該會會友居住在美國以外之地。另外，不是所有的密蘇里摩門教派都以密蘇里州作為總部。舉例來說，認為雷格登瑟耐才是斯密約瑟的繼承人的耶穌基督的教會 (比克頓派)是在賓夕法尼亞州，而認為詹姆士·J·史特朗才是斯密約瑟的繼承人的耶穌基督後期聖徒教會 (史特朗派)則是在威斯康辛州。

### 官方資源
- https://www.churchofjesuschrist.org/?lang=eng （页面存档备份，存于） The Church Of Jesus Christ Of Latter-Day Saints [英語]
- https://www.churchofjesuschrist.org/?lang=zho 耶穌基督後期聖徒教會 [繁體中文-國語]
- https://www.churchofjesuschrist.org/comeuntochrist （页面存档备份，存于） Come Unto Christ[英文]
- https://www.churchofjesuschrist.org/comeuntochrist/tw （页面存档备份，存于） Come Unto Christ-台灣 [繁體中文-國語]

### 非官方資源
- https://faithchinese.org （页面存档备份，存于） 後期聖徒的信仰